# Stoa van Attalus
De Stoa van Attalus (of Attalos) is een stoa op de Agora van Athene.

## Geschiedenis
De stoa werd in de 2e eeuw v.Chr. gebouwd in opdracht van koning Attalus II van Pergamon, die tussen 159 en 138 v.Chr. regeerde. Het gebouw was na voltooiing groter en mooier dan alle oudere gebouwen in de stad, wat typerend is voor de bouw in de Hellenistische periode. Attalus schonk de stoa aan Athene als dank voor de filosofische opleiding die hij in de stad kon volgen.
De stoa werd in 267 n.Chr. verwoest tijdens de plundering van Athene door de Herulen. De ruïne van het gebouw werd daarna opgenomen in de nieuwe stadsmuur, waardoor de stoa tot in de moderne tijd zichtbaar bleef. Tussen 1952 en 1956 werd de stoa getrouw aan zijn oorspronkelijke uiterlijk volledig gereconstrueerd en vervolgens in gebruik genomen als het Agora Museum. De herbouw werd gefinancierd door de Amerikaanse familie Rockefeller.
Op 16 april 2003 was de Stoa van Attalus de plaats waar het verdrag voor toelating tot de Europese Unie werd getekend door de 10 nieuwe leden Cyprus, Tsjechië, Estland, Letland, Litouwen, Hongarije, Malta, Polen, Slowakije en Slovenië.

## Het gebouw
De Stoa is 115 meter lang en 20 meter breed. Hij is voornamelijk gebouwd uit kalksteen en pentelisch marmer. De stoa is gebouwd in verschillende bouwstijlen. De colonnade op de begane grond is aan de buitenkant in de Dorische orde, terwijl de zuilen aan de binnenzijde Ionisch waren. Dit was een gebruikelijke combinatie voor stoa's in de klassieke en hellenistische periode. Op de 1e verdieping was de colonnade aan de buitenzijde in de Ionische orde en binnenin had hij Pergameense kapitelen met palmbladeren. Iedere verdieping had 2 beuken en 21 kamers aan de westelijke zijde. Deze kamers werden verlicht door kleine ramen en deuren in de achtermuur. Aan beide uiteinden van de stoa waren trappen die naar de 1e verdieping leidden.
Qua ontwerp is de Stoa van Attalus bijna gelijk aan de Stoa van Eumenes, die Attalus' broer en voorganger Eumenes II aan de voet van de Akropolis had laten bouwen. Het belangrijkste verschil zit in de rij kamers die in de Stoa van Attalus op de begane grond waren gemaakt. Men vermoedt dat deze kamers als winkels werden gebruikt.
De wijdingsinscriptie van Attalus is nog aanwezig op de architraaf.

## Referentie
- Vertaald van de Engelstalige Wikipedia (en:Stoa of Attalos)